# Club 64 Modena
Club 64 Modena – włoski klub szachowy z siedzibą w Modenie.

## Historia
Klub powstał w 1987 roku. W 2009 roku klub zadebiutował w Serie Master. W 2013 roku zespół zajął trzecie miejsce w lidze. W sezonie 2015 Club 64 zdobył wicemistrzostwo Włoch, ulegając jedynie Obiettivo Risarcimento Padova. W tym samym roku zespół zadebiutował w Pucharze Europy, odnosząc wówczas zwycięstwa nad SC En Passant, Cheddleton & Leek Chess Club, CE Genève i Gambitem Skopje, a przegrywając z Obiettivo Risarcimento Padova, Hapoelem Riszon le-Cijjon i Uniwersitetem Biełorieczensk i zajmując w końcowej klasyfikacji 15. miejsce. W 2016 roku zespół był trzeci w Serie Master. Club 64 powtórzył to osiągnięcie w sezonie 2019. W Pucharze Europy natomiast zajął 14. pozycję. W latach 2021–2023 zespół zdobywał wicemistrzostwo Włoch. W 2022 roku w Pucharze Europy zespół zajął 67. miejsce, a rok później – 62. W sezonie 2024 klub zajął trzecie miejsce w Serie Master.

## Arcymistrzowie w historii klubu
- Christos Banikas[15]
- Pier Luigi Basso[16]
- Ferenc Berkes[16]
- Sabino Brunello[17]
- Daniel Dardha[18]
- Viktor Erdős[3]
- José Carlos Ibarra Jerez[16]
- Josep Manuel López Martínez[16]
- Lexy Ortega[3]
- Władimir Petkow[19]
- Christopher Repka[16]
- Iván Salgado López[20]
- Andrea Stella[19]
- Dariusz Świercz[21]